# Schmidtea polychroa
Schmidtea polychroa és una espècie de triclàdide dugèsid que habita les aigües mesotròfiques o eutròfiques poc profundes de rius i llacs d'Europa. Aquesta espècie ha sigut introduïda accidentalment a Amèrica del Nord. És un animal hermafrodita que no s'autofecunda i la seva capacitat de dispersió és limitada.

## Descripció
Els espècimens de S. polychroa poden arribar a mesurar fins a 20 mm de longitud i 3 mm d'amplada. Tanmateix, a partir dels 11 mm de llargària ja poden ser madurs. El cap és de forma més o menys arrodonida o espatulada, a vegades lleugerament apuntat a l'extrem mig anterior. Normalment presenten dos ulls situats a prop al marge anterior. Presenten un parell d'òrgans sensorials allargats a prop de les aurícules, als costats laterals del cap, una mica per darrere de l'altura dels ulls. Darrere les aurícules el cap s'estreta lleugerament formant un coll poc marcat. El color de la superfície dorsal del cos és variable tot i que acostuma a ser de tonalitat marró fosc o grisa, que pot estar uniformement distribuïda o en quelcom similar a taques. La superfície ventral és més pàl·lida que la dorsal. La faringe no té pigment.

## Alimentació
Els individus d'aquesta espècie busquen menjar activament, bàsicament petits invertebrats.

## Distribució
S. polychroa és una espècie originària d'Europa, on presenta una àmplia distribució. S'ha introduït accidentalment al sistema del riu Sant Llorenç, a l'est del Canadà i el nord-est dels Estats Units d'Amèrica.